# Donorov Lümbengarav
Donorov Lümbengarav (mongol : Доноровын Лүмбэнгарав), né le 27 janvier 1977, est un footballeur international mongol évoluant au poste de défenseur dans le club de l'Ulaanbaatar University à Oulan-Bator, dans le championnat de Mongolie de football. Il détient le record de sélections et le meilleur buteur de l'équipe de Mongolie.

## Biographie

### Carrière internationale
Donorov Lümbengarav est convoqué pour la première fois par le sélectionneur national Ishdorj Otgonbayar pour un match amical face à l'Ouzbékistan le 29 février 2000 (défaite 8-1). Le 24 février 2003, il marque son premier but en équipe de Mongolie lors du match des éliminatoires de la Coupe d'Asie de l'Est 2003 face au Guam (victoire 2-0).
Avec 35 sélections, il est le joueur comptant le plus de sélections en équipe de Mongolie, et le meilleur buteur de l'histoire de la sélection mongole (7 buts).

## Palmarès
- Avec le Khoromkhon :
  - Champion de Mongolie en 2005

- Avec l'Erchim :
  - Champion de Mongolie en 2007 et 2008

- Avec l'Ulaanbaatar University :
  - Champion de Mongolie en 2009

## Statistiques

### Buts en sélection
Le tableau suivant liste les résultats de tous les buts inscrits par Donorov Lümbengarav avec l'équipe de Mongolie.